# شامی ایزوان
شامی ایزوان (انگلیسی: Shamie Iszuan؛ زادهٔ ۱۰ سپتامبر ۱۹۹۵) بازیکن فوتبال است.
وی همچنین در تیم‌های ملی فوتبال زیر ۲۲ سال مالزی و مالزی بازی کرده‌است.